# Staromađarsko pismo
Staromađarsko pismo je abecedno pismo koja su koristila ugarska plemena prije 10. stoljeća. U suvremenom ga se mađarskom jeziku zove rovásírás, székely rovásírás, székely-magyar rovás, ili jednostavno rovás). Budući da površno gledano podsjeća na rune, staromađarsko se pismo opisivalo kao "runsko" ili "runoliko".
Vjerovalo se da potječe od staroturskog pisma (orhonskog). Njime se služilo do 9. stoljeća. Ugarska su se plemena naselila 895. u Panonsku nizinu. Kad se uspostavila Kraljevina Ugarska 1000. godine te primilo kršćanstvo, Mađari su primili latinicu, a staromađarsko se je pismo pomalo povuklo iz uporabe. U udaljenim zabačenim krajevima Transilvanije, ovo je pismo ostalo u uporabi. Njime su se služli sekeljski (Székely) Mađari barem do 17. stoljeća, zbog čega je dobilo ime székely rovásírás.
Pismo je prilagođeno fonologiji mađarskog jezika. Sadrži znakove za foneme kao što su cs, gy, ly, ny, ö, sz, ty, ü, zs. Suvremena mađarska latinica se za ove foneme služi dvama znakovima i dijakriticima. Ovo staro pismo ne sadrži znakove za slova kao što su 'dz, dzs koja se pojavljuju u suvremenom mađarskom jeziku, budući da su ona pojava relativno nedavna razvitka u povijesti mađarskog jezika. Latinska slova q, w, x, y također nemaju parnjaka jer ih nema kao posebnih fonema u mađarskom i pojavljuju se samo u inojezičnim riječima. 
Ne postoji sloga u znanstvenoj zajednici u svezi s problemom jesu li grafemi a, f, h, l, u staromađarskom runskom pismu preuzeti iz ćirilice ili iz grčkog pisma. Jedni smatraju da su grčkog podrijetla (Németh), a drugi ne isključuju mogućnost da su stigla u dolini Dunava (Györffy). Prije se za to pretpostavljala Azovska oblast.